# Majed El Shafie
Majed El Shafie (* in Kairo, Ägypten) ist der Gründer und Präsident der internationalen Menschenrechtsorganisation One Free World International (OFWI) mit Sitz in Toronto, Kanada.

## Leben
El Shafie wurde in Kairo in eine einflussreiche muslimische Familie hineingeboren. 1998 konvertierte er zum christlichen Glauben und wurde daraufhin festgenommen, im Gefängnis Abu-Zaabal gefoltert und zum Tode verurteilt. Aus seinem Hausarrest heraus gelang es ihm, von Taba aus auf einem gestohlenen Jet-Ski in das wenige Kilometer entfernte Eilat in Israel zu fliehen. Dort wurde er verhaftet und saß fast ein Jahr lang in einem israelischen Gefängnis, wurde jedoch nicht an Ägypten ausgeliefert und konnte durch Vermittlung verschiedener christlicher Organisationen, darunter die Internationale Christliche Botschaft Jerusalem, politisches Asyl in Kanada erhalten, wo er seit 2002 lebt. 2006 erhielt er die kanadische Staatsbürgerschaft.
2012 wurde ein Dokumentarfilm Freedom Fighter über seine Geschichte gedreht.
Ebenfalls 2012 erhielt er die Queen Elizabeth II Diamond Jubilee Medal verliehen für seinen Kampf für die Religionsfreiheit und die Rechte von Minderheiten weltweit.
El Shafie produzierte eine 70-minütige Dokumentation über das Massaker vom 7. Oktober 2023: Dying To Live: The October 7th Massacre.